# 加勒比海大賽
加勒比海大賽（英語：Caribbean Series），是加勒比海地區舉行的國際性職棒比賽。目前是由多明尼加、波多黎各、委內瑞拉、墨西哥、哥倫比亞、巴拿馬等六國職業聯盟年度冠軍參賽，爭取加勒比海大賽冠軍。

## 賽事簡史
為了讓各國聯盟蓬勃發展，避免各國好手流失，此由委內瑞拉商人Pablo Morales（前國際棒總會長）、Oscar Prieto，借鏡國際美洲大賽成功舉辦（Serie Interamericana，1946年~1950年），所啟發組織賽事構想。於1948年8月21日在古巴哈瓦那舉行會議上，與古巴、巴拿馬和波多黎各的代表方介紹了初步想法。
1948年，加勒比海職業棒球聯盟（Confederación de Béisbol Profesional del Caribe，CBPC）成立，1949年起舉行加勒比海大賽，由古巴、巴拿馬、委內瑞拉、波多黎各四國職業聯盟冠軍共同參加。至1960年古巴球隊在12屆賽事中贏得7次冠軍，1961年古巴革命領袖斐代爾·卡斯楚解散古巴職業棒球聯盟，改組業餘性的古巴聯賽，加勒比海大賽因而自該年中斷至1969年，中斷期間於1961年到1965年曾復辦國際美洲大賽（Serie Interamericana）。直到1970年加勒比海大賽復辦，由多明尼加、波多黎各、委內瑞拉三國比賽，隔年墨西哥加入參賽，四國參賽體制延續至2013年；而古巴在2014年以邀請身份恢復參賽。
2018年宣布巴拿馬、哥倫比亞、尼加拉瓜加入聯盟成員，三國職棒聯盟爭取唯一參賽資格，於2020年加入加勒比海大賽，共有六支球隊參與，最後哥倫比亞與巴拿馬以邀請身份加入，古巴退出賽事。2023年委內瑞拉舉辦賽事，宣佈古巴、庫拉索以邀請身份加入賽事，首度參賽隊伍達到八隊。

## 賽制
每年二月初舉辦，最初由多明尼加、波多黎各、委內瑞拉、墨西哥四國職業棒球聯盟冠軍隊伍舉行雙循環對抗賽。每隊共六場比賽，由戰績最佳球隊贏得冠軍；後續賽制隨參賽隊伍增加而改變。

## 加勒比海各國職棒球隊組織
目前參賽組織：

### 多明尼加職業棒球聯盟（LIDOM）
- 席巴安納斯老鷹隊 Aguilas Cibaenas
- 東方公牛隊 Toros del Este
- 席巴歐巨人隊 Gigantes Del Cibao
- 艾斯科吉多獅子隊 Leones Del Escogido
- 東方之星隊 Estrellas Del Oriente
- 里西老虎隊 Tigres Del Licey

### 波多黎各職棒聯盟（LBPRC）
- 卡瓜斯克里奧爾人隊 Criollos de Caguas
- 卡羅萊納巨人隊 Gigantes de Carolina
- 馬亞圭斯印地安人隊 Indios de Mayaguez
- 桑圖爾塞捕蟹人隊 Cangrejeros de Santurce
- 龐塞獅子 Leones de Ponce
- 羅伯特阿洛馬12 RA12

### 委內瑞拉職業棒球聯盟（LVBP）
- 卡拉卡斯獅子隊 Leones del Caracas
- 拉瓜伊拉鯊魚隊 Tiburones de La Guaira
- 麥哲倫航海家隊 Navegantes del Magallanes
- 安索阿特吉加勒比人隊 Caribes de Anzoategui
- 阿拉瓜老虎隊 Tigres de Aragua
- 拉臘紅雀隊 Cardenales de Lara
- 瑪格麗塔勇士隊 Bravos de Margarita
- 蘇利亞老鷹隊 Aguilas de Zulia

### 墨西哥太平洋聯盟（LMP）
- 庫利亞坎番茄人隊 Tomateros de Culiacan
- 埃莫西約柑橘人隊 Naranjeros de Hermosillo
- 納沃華梅奧人隊 Mayos de Navojoa
- 洛斯莫奇斯甘蔗人隊 Caneros de Los Mochis
- 瓜薩維棉花種植者隊 Algodoneros de Guasave
- 馬薩特蘭馴鹿隊 Venados de Mazatlan
- 墨西卡利老鷹隊 Aguilas de Mexicali
- 奧布雷岡亞基人隊 Yaquis de Obregon
- 哈利斯科騎馬師隊 Charros de Jalisco
- 蒙特瑞蘇丹隊 Sultanes de Monterrey

## 外部連結
- 加勒比海職業棒球聯盟 （页面存档备份，存于）

|  | 本條目含有来自此处的文本，作者為此处所列用户，以CC BY-SA 3.0授權條款釋出。 |